# Личко, Андрей Евгеньевич
Андре́й Евге́ньевич Личко́ (8 ноября 1926, Луга, Ленинградская губерния — 6 августа 1994, Санкт-Петербург) — советский психиатр, профессор, доктор медицинских наук, заместитель директора Психоневрологического института им. В. М. Бехтерева. Заслуженный деятель науки РСФСР (1977).

## Биография
Окончил Ленинградский медицинский институт им. И. П. Павлова в 1951 г. по специальности «врач-психиатр».
Спустя два года защитил кандидатскую диссертацию на тему «Материалы к изучению ориентировочных и оборонительных (условных и безусловных) рефлексов в течение некоторых инфекционных психозов», а в 1963 г. получил учёную степень доктора медицинских наук за монографию «Инсулиновые комы» (АН СССР, 1962). Работал в Институте эволюционной физиологии (впоследствии и биохимии) им. И. М. Сеченова АН СССР с момента его основания в 1956 г. до 1970 года. Был первым учёным секретарем (утверждён приказом по Институту № 32 от 14 сентября 1956 г. за подписью Л. А. Орбели) вновь созданного Института, занимая эту должность до 1966 года. Основные направления научных исследований — диагностика и лечение психических расстройств в подростковом возрасте и патохарактеризуемая диагностика.
С 1965 по 1985 г. был ответственным секретарём редакционной коллегии «Журнала эволюционной биохимии и физиологии», а с 1989 г. — заместителем главного редактора журнала «Обозрение психиатрии и медицинской психологии им. В. М. Бехтерева», в возрождении которого он принимал самое активное участие.

## Акцентуации характера
Опираясь на труды П. Ганнушкина и К. Леонгарда, создал собственную типологию личностей. Наибольшую известность приобрела монография А. Е. Личко «Психопатии и акцентуации характера у подростков» (1977), ставшая настольной книгой многих поколений отечественных психиатров и психологов.
За эту книгу А. Е. Личко был удостоен Почетного диплома им. В. М. Бехтерева АМН СССР.
В данной работе А. Е. Личко обогатил учение о психопатиях, показав, что, наряду с психопатиями и психопатоподобными расстройствами, следует выделять акцентуации характера.
Лица с акцентуациями характера занимают промежуточное положение между психически здоровыми людьми и психопатическими личностями, обнаруживают не психическую патологию, а усиление (акцентуацию) отдельных черт характера.
Ссылаясь на известную монографию немецкого психиатра К. Леонгарда «Акцентуированные личности» (1966), А. Е. Личко подчеркнул, что правильнее было бы говорить не об акцентуированных личностях, а об акцентуациях характера, поскольку личность — понятие более широкое, включающее интеллект, способности, мировоззрение и т. п.
Своим учением об «акцентуациях характера» А. Е. Личко внёс вклад в понимание этиологии неврозов, выдвинув концепцию так называемого «места наименьшего сопротивления» (locus resistentiae minoris) в характере.
Введение понятия «места наименьшего сопротивления» (или «слабого звена») характера, а также описание этих мест применительно к каждому типу — важный вклад в психологическую теорию характера. Он имеет также неоценимое практическое значение. Слабые места каждого характера надо знать, чтобы избегать неправильных шагов, излишних нагрузок и осложнений в семье и на работе, при воспитании детей, организации собственной жизни и т. п.
Эта концепция А. Е. Личко явилась результатом переработки идеи выдающегося отечественного психиатра и психолога В. Н. Мясищева об «индивидуальной чувствительности» к психическим травмам.
Развивая положения В. Н. Мясищева о «ситуативности» и «индивидуальной гиперчувствительности» к воздействиям извне, А. Е. Личко разработал учение о том, что каждому типу характера присущи свои, отличные от других типов «места», у каждого типа своя Ахиллесова пята.
Исходя из этих наблюдений, происхождение невротических заболеваний А. Е. Личко связал не столько с врожденной неполноценностью нервной системы, как это прежде делали многие исследователи, сколько с соотношением патогенной ситуации и индивидуальных особенностей характера:

«Если же психическая травма, даже тяжелая, не адресуется к месту наименьшего сопротивления, не задевает этой ахиллесовой пяты, если ситуация не предъявляет в этом отношении повышенных требований, то дело обычно ограничивается адекватной личностной реакцией, не нарушая надолго и существенно адаптации».— Личко А. Е. Психопатии и акцентуации характера у подростков
Также совместно с Ю. А. Скроцким (Личко А. Е., 1973; Скроцкий Ю. А., 1973) была разработана классификация типов увлечений (хобби-реакции) подростков, которые в том числе зависят от акцентуации характера; разрабатывались варианты терапии увлечениями.

## Сочинения
Автор руководств «Подростковая психиатрия», «Подростковая болезнь», нескольких других монографий по психиатрии.
Известен также и как автор научно-публицистической книги «История глазами психиатра: Иван Грозный, Сталин, Гитлер, Гоголь и другие» (1996).
- Личко А. Е. Инсулиновые комы: Клиника. Механизмы развития. Инсулиношоковое лечение психозов / А. Е. Личко ; Академия наук CССР, Институт эволюционной физиологии им. И. М. Сеченова. — М. ; Л. : Издательство Академии наук СССР, 1962. — 260 с. : ил.
- Иванов Н. Я., Личко А. Е. Патохарактерологический диагностический опросник для подростков и опыт его практического применения. — Л., 1976. — 57 с.; М.: «Фолиум», 1995, 64 с., 2-е изд.
- Личко А. Е. Подростковая психиатрия (Руководство для врачей). — Л.: Медицина, 1979. — 336 с.
- Личко А. Е. Психопатии и акцентуации характера у подростков. — Санкт-Петербург: Речь, 2010. — 256 с. — 1000 экз. — ISBN 978-5-9268-0828-6.
- Личко А. Е. Шизофрения у подростков. — Л.: Медицина, Ленингр. отд., 1989. — 214[1] с.
- Личко А. Е., Битенский В. С. Подростковая наркология: руководство для врачей. — Л.: Медицина: Ленингр. отд., 1991. — 301[1] с.